# Механізми управління державним боргом

## Сутність управління державним боргом
Державні органи управління повинні враховувати, що державний борг завжди має раціональні межі, за рамками яких він із стабілізуючого фактору перетворюється в фактор, який починає гальмувати розвиток фінансової системи. Управління державним боргом без врахування об’єктивних вимог та інтересів суб’єктів фінансових відносин нерідко призводить до негативних наслідків. Результатом може бути зниження рівня боргової безпеки держави, погіршення її фінансової стійкості, блокування зарубіжними інвесторами і навіть банкрутство.
Політика управління державним боргом є важливим компонентом здійснюваної фінансової політики та суттєвою складовою процесів макроекономічного регулювання. У ринковій економіці менеджмент державного боргу є загальним виразом ставлення держави до фінансових ресурсів, їх перерозподілу в міжсекторальному і у між поколінному континуумі та до інструментів макроекономічної координації.
Під управлінням державним боргом слід розуміти сукупність заходів, що приймаються державою в особі її уповноважених органів щодо визначення місць і умов розміщення та погашення державних позик, а також забезпечення гармонізації інтересів позичальників, інвесторів і кредиторів.
Стратегічною метою управління державним боргом є: забезпечення необхідними обсягами ліквідних коштів загального державного управління та мінімізації витрат, пов’язаних з ризиками, погашенням та обслуговуванням державного боргу; створення передумов макроекономічної стабільності у короткостроковому та довгостроковому періодах.
Основними засадами управління державним боргом є: оптимізація структури державного боргу; мінімізація витрат на обслуговування державного боргу; мінімізація ризиків, пов’язаних із цим боргом; сприяння розвитку внутрішнього ринку державних запозичень. Управління державним боргом здійснює Міністерство фінансів України, або за його дорученням та від імені інші організації та установи.
Управління державним боргом має за мету :досягнення стабільного економічного розвитку, забезпечення необхідних темпів приросту ВВП та повної зайнятості, стримування інфляційних процесів, забезпечення фінансування соціальних програм, формування достатніх обсягів кредитних ресурсів для розвитку підприємницької діяльності, залучення необхідних обсягів (і відповідної структури) іноземних інвестицій та інше.

## Безпечний рівень боргу
Безпечний рівень боргу - це такий його рівень, при якому держава може 1) своєчасно і в повному обсязі виконувати свої боргові зобов'язання без допомоги міжнародних фінансових організацій (чи інших суб'єктів), без проведення реструктуризації цих зобов'язань чи оголошення дефолту, а також 2) здійснювати державні запозичення на ринках капіталу за прийнятними відсотковими ставками.
Згідно з вітчизняними і іноземними дослідженнями економічно безпечний рівень державного і гарантованого державою боргу для України наразі становить близько 35% від ВВП   . Такий висновок базується на статистиці настання дефолтів у країнах з ринками, що формуються, (досліджено МВФ ) та на власному досвіді України, яка вже двічі була не в змозі самостійно виконувати свої боргові зобов'язання при їх наближенні до рівня 30-35% відносно ВВП , зокрема:

- наприкінці 90-х років минулого століття, що призвело до кількох реструктуризацій внутрішнього державного боргу і реструктуризації зовнішнього державного боргу;

- та наприкінці 00-х років поточного століття, що призвело до звернення про допомогу до міжнародних фінансових організацій (сума якої була другою за величиною у світі після допомоги МВФ для Угорщини).
З 2009 року державний і гарантований державою борг знаходиться близько свого критичного рівня (див рис.). У 2013 році очікується його подальше зростання до 38,5% від ВВП .

## Базові показники величини державного боргу
Базовими показниками, на підставі яких у Міністерстві фінансів України приймається рішення про управління державним боргом, є:
- Відношення державного боргу до ВВП (критичним рівнем для цього встановлюється діапазон від 60% (за методологією Міжнародного Валютного Фонду) до 80—100% (за методологією МБРР)). На 01.01.2003р. цей показник ( для України) перебував у межах 35%.

- Відношення державного боргу до доходів державного бюджету базового року, за яким бюджет затверджений (за методологією МВФ граничне значення цього показника є 300%).

- Відношення загальної суми річних платежів по зовнішніх державних боргах до доходів державного бюджету поточного року, за якими бюджет затверджений (згідно з Маастрихтськими критеріями граничною межею цього співвідношення є 20%).

- Відношення загальної суми річних платежів за державним боргом до ВВП (критичним рівнем для нього часто встановлюється діапазон 10—15%).

Крім зазначених вище показників, існує ще близько 30 індикаторів, які тією чи іншою мірою характеризують рівень боргової безпеки держави.

У процесі управління державним боргом вирішують такі завдання:
- пошук ефективних умов запозичення коштів з точки зору оптимального співвідношення між відсотковими ставками і ризиками;

- недопущення неефективного та нецільового використання запозичених коштів;

- забезпечення своєчасної та повної сплати суми основного боргу та нарахованих відсотків;

- визначення оптимального співвідношення між внутрішніми та зовнішніми запозиченнями за умови збереження фінансової рівноваги країни;

- забезпечення стабільності валютного курсу та фінансового ринку країни.

## Конверсія державного боргу
Традиційним методом зменшення боргу є його реструктуризація. При реструктуризації боргу умови його обслуговування ( процент, сума, строки сплати) переглядаються. Найпоширенішою є реструктуризація офіційного боргу, яка відбувається в рамках «Паризького клубу». Найбіднішим країнам-боржникам з метою полегшення боргового тягаря пропонується вибір одного із варіантів допомоги з боку урядів-кредиторів, які є членами «Паризького клубу». Офіційні кредитори надають такі види допомоги: часткове анулювання боргу; подальше продовження термінів дії боргових зобов’язань; зниження відсотків за обслуговування боргу. 
Зараз загальноприйнятим методом скорочення зовнішнього боргу є конверсія боргу(борговий своп), яка може набирати таких форм:
- Викуп боргу – надання країні-боржникові можливості викупити власні боргові забов’язання на вторинному ринку боргів. Викуп боргів здійснюється за грошові кошти зі знижкою з їх номінальної ціни.

- Капіталізація боргу, тобто обмін зовнішнього боргу на власність (акціонерний капітал) зі знижкою. Капіталізація боргу передбачає надання іноземним банкам можливості обмінювати боргові забов’язання даної країни на акції її промислових, торговельних та інших корпорацій. Іноземні небанківські організації отримують можливість купувати ці боргові забов’язання на вторинному ринку цінних паперів зі знижкою для фінансування прямих інвестицій чи купівлі вітчизняних фінансових активів.

- Конверсія «борг-борг», тобто заміна існуючих боргових забов’язань новими борговими забов’язаннями. У цьому випадку змінюються умови боргових забов’язань: відсоток доходу за новими цінними паперами може бути нижчим, ніж за старими, при збереженні номінальної вартості облігацій; номінальна вартість нових забов’язань може бути встановлена з дисконтом до номіналу старих боргових забов’язань; може змінитися валюта боргу тощо.

Капіталізація боргу і заміна існуючих боргових забов’язань новими є інструментами оптимізації структури зовнішньої заборгованості держави. Викуп боргу країною-боржником означає остаточне погашення її забов’язань перед кредиторами. Втім, зазначені методи зменшення боргового тягаря мають певні недоліки, що пов’язані насамперед зі скороченням валютних резервів країни-боржника та з інфляційним тиском конверсійних операцій.

## Заходи для покриття державного боргу
Також для покриття державного боргу можуть реалізовуватися такі заходи:
- використання валютних резервів держави;
- використання золотих резервів держави;
- збільшення обсягів експорту товарів і послуг;
- одержання іноземних позик і кредитів (як надзвичайного заходу).

Управління державним боргом розглядається у вузькому та широкому розумінні.
Під управлінням державним боргом у широкому розумінні вважається формування одного з напрямків фінансової політики держави, пов’язаної з його діяльністю як позичальника, кредитора і гаранта. Управління державним боргом у широкому розумінні розглядається як один з напрямків фінансової політики, входить у компетенцію державних органів влади і управління. Саме вони визначають загальний обсяг бюджетного дефіциту, і , отже, обсяг позик, необхідний для його фінансування, основні напрямки й цілі впливу на грошовий обіг, кредит, виробництво, зайнятість, можливість і доцільність здійснення різних загальнодержавних програм.
Під управлінням державним боргом у вузькому розумінні вважається сукупність дій, зв’язних із підготовкою до випуску і розміщенням довгострокових зобов’язань держави, регулюванням ринку державних цінних паперів, обслуговуванням і погашенням державного боргу, наданням кредитів і гарантій.